# 2-хлоротолуен
2-Хлоротолуен (о-хлоротолуен) ― хлорорганічна сполука, один з трьох ізомерів хлоротолуену з формулою {\displaystyle {\ce {C6H4ClCH3}}}. За стандартних умов є безбарвною рідиною з ароматичним запахом.

## Отримання
2-хлоротолуен отримують хлоруванням толуену. При цьому утворюється суміш 2-хлоротолуену та 4-хлоротолуену, яку розділяють за допомогою дистиляції.
Також, 2-хлоротолуен можна отримати реакцією Зандмеєра з 2-толуїдину:
{\displaystyle {\ce {C6H4NH2CH3 + NaNO2 + 2HCl -> C6H4N2ClCH3 + NaCl + 2H2O}}}
{\displaystyle {\ce {C6H4N2ClCH3 ->[CuCl] C6H4ClCH3 +N2}}}

## Хімічні властивості

### Заміщення в ароматичному кільці
2-хлоротолуен може брати участь у реакціях електрофільного ароматичного заміщення. Переважно, замісник опиняється в положенні 5, але інші ізомери також утворюються.

### Реакції метильної групи
При вільнорадикальному хлоруванні атоми гідрогену метильної групи можуть бути заміщені на атоми хлору:
{\displaystyle {\ce {C6H4ClCH3 + 3Cl2 -> C6H4ClCCl3 +3HCl}}}
При окисненні метильної групи утворюється 2-хлоробензойна кислота. Як окисник може бути застосовано перманганат калію:
{\displaystyle {\ce {C6H4ClCH3 + 2KMnO4 + 2HCl->C6H5ClCOOH + 2MnO2 + 2H2O + 2KCl}}}

### Заміщення атома хлору
Хлоротолуен може гідролізуватися при взаємодії з основою за температури 350―400 °C і тиску 30 мПа.
У присутності благородних металів можливе відновлення до толуену.

### Ізомеризація
За температури 200―400 °C і тиску 2000―4000 кПа в присутності цеоліту частково перетворюється на 3-хлоротолуен.